# 里貝爾克里克 (內華達州)
里貝爾克里克（英語：Rebel Creek）是位於美國內華達州洪堡縣的非建制地區。

## 歷史
里貝爾克里克堡的郵局於1902年設立，其後於1947年停運。

## 地理
里貝爾克里克所處的海拔為高於海平面1409米（即4623英呎），而該地所採用的時區為UTC-8，即太平洋时区（PST）。同時該地設有夏令時間，為UTC-8調快一小時，即UTC-7（PDT）。